# Isabela Scalabrini
Isabela Scalabrini Matte (Rio de Janeiro, 9 de maio de 1957) é uma jornalista brasileira.

## Biografia
Carioca de Copacabana, Scalabrini se formou em jornalismo nas Faculdades Integradas Hélio Alonso, no Rio de Janeiro. Repórter da Globo desde 1979, foi contratada depois de um estágio remunerado de um ano. Começou na apuração e seis meses depois foi para o Departamento de Esportes. Quando ela chegou na Globo, não havia nenhuma mulher trabalhando lá. A jornalista começou fazendo reportagens para o Globo Esporte, e cobria diversas modalidades esportivas, com exceção do futebol, que era sempre destinado aos homens da redação.
Foi nos Jogos Pan-Americanos de 1983 em Caracas, na Venezuela, que Scalabrini teve sua primeira oportunidade de realizar um trabalho de destaque. De acordo com a própria jornalista, ela só foi escalada para cobrir a competição porque tinha um chefe "muito moderno". Durante a competição, o Brasil conseguiu várias medalhas nos esportes amadores, justamente aquele que Scalabrini era designada a cobrir, como remo e natação. Dessa forma, conseguiu pela primeira vez, que suas matérias entrassem no Jornal Nacional, um dos principais programas da emissora. Após o bom desempenho no Pan-Americano de 1983 na Venezuela, Scalabrini foi escalada para cobrir os Jogos Olímpicos de 1984, em Los Angeles, e 1988 em Seul (Coreia do Sul) e a Copa do Mundo de 1986, no México, além de muitos campeonatos mundiais de vôlei e basquete. Apresentou o Globo Esporte, Esporte Espetacular e Fantástico na década de 80, e o RJTV na década de 90.

### Jogos Olímpicos de 1984
Na Olimpíada de Los Angeles, Isabela acompanhou a chegada da maratona feminina dentro do Coliseu, onde fez a reportagem sobre o esforço da maratonista suíça Gabrielle Andersen para completar a prova. A imagem é considerada uma das mais importantes do esporte mundial.

### Copa do Mundo de 1986
Em 1986, na Copa do Mundo do México, cobriu a Seleção Argentina. Ela era praticamente a única repórter do sexo feminino na Copa. Isabela ouviu muitas piadinhas de repórteres de várias nacionalidades. Mas foi para ela que Maradona deu uma entrevista, que começou exclusiva na concentração da equipe argentina, mas que logo virou uma coletiva com a correria dos repórteres, surpresos, tentando alcançá-la.

### Jogos Olímpicos de 1988
Isabela fez a polêmica entrevista com Joaquim Cruz em que ele denunciou o uso de anabolizantes pelos americanos depois da desclassificação do canadense Ben Johnson, por doping.

### Globo Minas
Em 1992, trocou o esporte pela editoria geral. Em 1998, foi transferida para a TV Globo Minas. Isabela foi uma das primeiras mulheres a cobrir esporte na Globo, durante muitos anos. Ela admite ter enfrentado algum preconceito, na cobertura de futebol, por exemplo, mas nunca foi desrespeitada. A jornalista costuma dizer que o único espaço que não conquistou no mundo esportivo foi o vestiário.
Em setembro de 2009, Isabela foi uma das entrevistadas para falar sobre os 40 anos do Jornal Nacional, sendo a primeira repórter esportiva do jornal. A entrevista foi no estúdio do JN, no Rio de Janeiro. Apresentou o MGTV 1.ª edição até agosto de 2019. quando passou a fazer reportagens de rua para jornais locais da Globo Minas e para o JN.
Em 31 de janeiro de 2023, Isabela Scalabrini deixou a TV Globo após 44 anos na emissora.

## Filmografia
| Ano       | Nome                | Função                 | Emissora                |
| --------- | ------------------- | ---------------------- | ----------------------- |
| 1986-89   | Globo Esporte       | Apresentadora          | TV Globo                |
| 1989-91   | Esporte Espetacular | Apresentadora          | TV Globo                |
| 1991-92   | Esporte Espetacular | Repórter               | TV Globo                |
| 1992-96   | RJTV                | Apresentadora eventual | TV Globo Rio de Janeiro |
| 1996-98   | RJTV                | Apresentadora          | TV Globo Rio de Janeiro |
| 1997-98   | Bom Dia Rio         | Apresentadora          | TV Globo Rio de Janeiro |
| 1997-99   | Jornal Hoje         | Apresentadora eventual | TV Globo                |
| 1998-2019 | MGTV 1ª Edição      | Apresentadora          | TV Globo Minas          |
| 2002-06   | Globo Horizonte     | Apresentadora          | TV Globo Minas          |
| 2019-23   | MGTV                | Repórter               | TV Globo Minas          |